# Laurie (Missouri)
Laurie é uma vila localizada no estado americano de Missouri, no Condado de Morgan.

## Demografia
Segundo o censo americano de 2000, a sua população era de 663 habitantes.
Em 2006, foi estimada uma população de 712, um aumento de 49 (7.4%).

## Geografia
De acordo com o United States Census Bureau tem uma área de
13,6 km², dos quais 13,6 km² cobertos por terra e 0,0 km² cobertos por água.

## Localidades na vizinhança
O diagrama seguinte representa as localidades num raio de 20 km ao redor de Laurie.